# Stazione di Basingstoke
La stazione di Basingstoke (in inglese Basingstoke railway station) è la principale stazione ferroviaria di Basingstoke, in Inghilterra.